# North East (Maryland)
North East ist eine Town im Cecil County im US-Bundesstaat Maryland. Bei der Volkszählung von 2020 hatte sie 4.085 Einwohner und damit mehr als doppelt so viel wie noch 30 Jahre zuvor (1913 Einwohner im Jahr 1990). North East ist seit 1850 eine eigenständige Gemeinde.

## Geographie

Lage von North East im Cecil County

Die Ortschaft North East liegt am namensgebenden North East River im Nordosten Marylands. Ab hier beginnt das Ästuar des kleinen Flusses, welches sich schnell zu einem Nebenarm der Chesapeake Bay weitet. Das Zentrum der Stadt liegt am Ostufer des North East Rivers, ein kleiner Teil des Gemeindegebietes erstreckt sich mehrere Kilometer entlang des North East Creeks nach Norden bis zur Auffahrt der Interstate 95. North East hat eine Fläche von 4,2 km².

## Verkehr
Wichtige Verkehrsverbindungen sind neben der das Stadtgebiet tangierenden Interstate der U.S. Highway 40, Maryland State Route 7 sowie die in Nord-Süd-Richtung verlaufende Maryland State Route 272. Zwei Bahnlinien – eine für den Güterverkehr genutzte Strecke von CSX Transportation sowie Amtraks Northeast Corridor – verlaufen über das Stadtgebiet, es gibt jedoch keinen Haltepunkt in North East.

## Söhne und Töchter der Stadt
- George Read (1733–1798), britisch-US-amerikanischer Rechtsanwalt und Staatsmann, Unterzeichner der amerikanischen Unabhängigkeitserklärung